# Szüts Apor
Szüts Apor (Budapest, 1993. október 12. –) magyar zeneszerző, karmester, zongoraművész, zenei igazgató. Az egykori ApOrchestra zenekar vezetője. A Virtuózok komolyzenei tehetségkutató verseny hozta meg számára az országos ismertséget.
Jelenleg a Budafoki Dohnányi Zenekar zeneszerzője és zongoristája.

## Élete
Zenészcsalád sarja: dédapja a híres zongorista, a Zeneakadémia professzora, Ungár Imre, nagyapja Ungár István zenepedagógus.
2006 és 2014 között a Bartók Béla Konzervatórium növendéke volt Csemiczky Miklós és Kocsár Miklós tanítványaként, majd a Liszt Ferenc Zeneművészeti Egyetemen folytatta tanulmányait, Kecskés Balázs és Baranyay László tanítványaként.
2022-ig a Virtuózok zenei vezetője, illetve a Virtuózok Kamaraegyüttes művészeti vezetője, annak megszűnéséig.
Jelenleg a Budafoki Dohnányi Zenekar (BDZ) zeneszerzője, zongoristája.

## Munkássága
2012-ben zenésztársaival együtt megalapították az ApOrchestra Szimfonikus Zenekart, melynek mai napig is vezető karmestere. Zongoristaként több hazai és nemzetközi versenyen is megfordult, többek között 2012-ben az Aci Bertoncejl Nemzetközi Zongoraversenyen, ahonnan 2. díjjal tért haza. 2014-ben indult és a középdöntőig jutott a Virtuózok című tehetségkutató műsorban. Számos helyen, több neves zenekarral, például Csíki Kamarazenekarral, a Miskolci Szimfonikus Zenekarral vagy a Budafoki Dohnányi Zenekarral adott már koncertet. 2014-ben a Miskolci Nemzetközi Operafesztivál operaíró versenyének Tehetség-díjasa lett A hallei kirurgus című operájával, melyet saját vezényletével  mutattak be a Debreceni Csokonai Színházban. Volt már közös fellépése Alexander Rybakkal, a 2009-es Euróvíziós Dalverseny győztesével is. Állandó résztvevője az MTVA Hangvilla című zenei ismeretterjesztő sorozatának, ahol Batta András zenei illusztrátoraként működik közre. 2017 óta a Virtuózok zenei vezetője.
2018 nyarán, a miskolci Bartók Plusz Operafesztiválon Vlad Troickij rendezésében bemutatták a zenész közösséget rendkívül megosztó RockGiovanni című alkotását, amely Mozart Don Giovanni című operájának átirata. A mű megosztottsága ellenére nagy sikert aratott, még a zenész közösség illusztris tagjai is elismerően szóltak róla, kifejezvén, hogy ez a mű nem egy egyszerű áthangszerelés egy rock-zenekarra.

### Művei
- A hallei kirurgus, opera
- RockGiovanni – operaátirat
- 1. szimfónia
- Variációk a Family Guy témájára – zongoraverseny
- Concert cromatique – jazz zongoraverseny
- Tango á la "grotesque" – zongoraverseny

Quelque chose à la “grotesque – zongoraverseny
- Ma bien-aimée immortelle – hegedűverseny
- La crise – hegedűverseny
- Csellóverseny
- Noemy – karakterrajz egy fiktív női alakról – szimfonikus költemény
- Örömzene – zenekari fanfár, a Virtuózok fináléjának zenéje
- Etudes – zongoraetűdök
- A gyönyörű kék Duna, zongoraátirat Johann Strauss keringőjéből
- Őszi levelek – improvizáció zongorára
- Moment musicaux – versenymű tételek szólóhangszerekre
- Profonde – kamaradarab

## További hivatkozások
- Concert cromatique jazz zongoraverseny (ApOrchestra, vezényel: Szüts Apor, zongora: Kovács Gergely)
- Noemy – karakterrajz egy fiktív női alakról
- Tango á la "grotesque"